# Tall-e Gorosneh
Tall-e Gorosneh (persiska: تل گرسنه) är en ort i Iran.   Den ligger i provinsen Khuzestan, i den centrala delen av landet, 600 km söder om huvudstaden Teheran. Tall-e Gorosneh ligger 156 meter över havet och antalet invånare är 136.
Terrängen runt Tall-e Gorosneh är huvudsakligen platt, men åt nordost är den kuperad. Runt Tall-e Gorosneh är det glesbefolkat, med 18 invånare per kvadratkilometer. Närmaste större samhälle är Tall Gavīneh, 6,5 km väster om Tall-e Gorosneh. Trakten runt Tall-e Gorosneh är ofruktbar med lite eller ingen växtlighet.